# 石果 (芸術家)
石 果（シ・ゴ、ローマ字：Shi Guo; 1953年〈昭和28年〉7月 -）は、実験的な中国水墨画で知られる中国の美術家 。父は、中国の伝統的な絵画家の石魯（英語: Shi Lu） 。

## 経歴

### 生い立ち
石果は1953年に陝西省西安市で生まれた。1970年に17歳で、父である石魯から伝統的な中国絵画と書法を学び始め、石魯は著名な現代中国の画家であった。1977年、西安美術学院の中国画学部に入学し、1982年に卒業した。

### 1980年代
1982年から1985年まで、西安市文学芸術連合会の芸術担当官を務めた。1985年、広東省珠海市文学芸術連合会に雇われ、珠海画院を設立し、同年に中国美術家協会（英語: China Artists Association）の会員となった。1986年から1989年まで、珠海画院の副院長を務めた。

### 1990年代
1990年代以降、現代中国の「実験水墨」の研究と創作に関与しており、このスタイルの創始者の一人でもある。1994年、珠海市美術家協会で活動し、理論部門の部長および珠海美術新聞の編集長を務めた。1995年にはフリーランスの画家として独立した。アメリカ合衆国に渡り、芸術活動に従事し、1年間の研究旅行を行った。

### 2000年代以降
2004年から、西安美術学院の中国画学部で「実験水墨」の授業を担当した。同じ年には北京理工大学珠海学院の芸術教育・研究部門の部長および准教授に任命された。彼は2004年の「珠海年度文化人物」に選出された。2005年から2016年まで、北京理工大学珠海学院のデザイン・アート学部の教授兼学部長を務めた。2016年に退職し、現在は「後果山人」と「八大山人」の雅号で知られるフリーランスの芸術家として活動している。

## 主な展覧会[6]

### 個展
- 2001年、石果実験水墨芸術展（珠海・珠海教育学院）
- 2004年、石果倉新作展（珠海・アーティスト第九倉庫）

### グループ展
- 1980年、全国第二回青年美術展（中国北京・中国美術館）
- 1989年、現代中国水墨新人賞大展（中国北京・中国美術館、中国香港・中華文化促進センター、中国台北・雄獅美術画廊）
- 1996年、帰郷：中国現代実験水墨画連展（アメリカ・サンフランシスコ RIM画廊）
- 1997年、第十二回アジア国際美術展（マカオ・マカオ芸術センター）
- 1998年、第十三回アジア国際美術展（マレーシア・クアラルンプール美術館）
- 1999年、第十四回アジア国際美術展（日本・福岡アジア美術館）
- 2001年、水墨実験２０年展（中国広州・広東美術館）
- 2001年、百年中国画展（中国北京・中国美術館）
- 2002年、水墨新紀元・現代水墨画両岸交流展（中国台北・国父記念館・観想芸術センター）
- 2005年、韓・中現代水墨交流展（韓国・ソウル市立美術館）
- 2008年、中国文化部主催「墨非墨—中国現代水墨招待展」（中国深圳・深圳美術館、アメリカ・フィラデルフィア博物館）
- 2016年、水墨東方-中国現代水墨イタリア展（イタリア・フィレンツェ・ダバッソ城）
- 2017年、水墨東方-中国現代水墨アメリカ展（アメリカ・ニューヨーク市中国美術館）[7]
- 2018年、2018年広東中国画-中国国家画院展（中国北京・中国国家画院美術館）
- 2024年、水墨文章（第八回）現代水墨研究シリーズ展——溪山清遠の現代論理（中国武漢・武漢美術館）

## 書籍
- 1999、「黑白史・中国当代実験水墨1992―1999"」(単著)[14]
- 1999、「中国大師画書系・石魯画論"」 (編著)[15]

## 受賞[6]
- 1980、全国第二回青年美術展：三等賞
- 1984、第六回全国美術作品展：優秀作品賞
- 1989、現代中国水墨新人賞大展：佳作賞
- 1995、《江蘇画刊》20周年展：作品賞
- 2004、“2004珠海年度文化人物”